# Війна наречених
Війна наречених (англ. Bride Wars) — американська романтична комедія 2009 року режисера Гарі Вініка. У головних ролях знялися Кейт Гадсон (також співпродюсерка стрічки) і Енн Гетевей.

## Сюжет
Емма та Лів — найкращі подруги, які ще з дитинства планували своє весілля в готелі Плаза, яке неодмінно має пройти в червні.
І ось, у віці 26 років обидві жінки опиняються зарученими в один час і разом почнають готуватися до довгоочікуваного дня. Емма та Лів звертаються до весільної агентки Меріен Клер. На жаль, її секретарка припускається помилки — весілля обох ставлять на один день. Це стало справжньою катастрофою, адже Емма й Лів мають стати дружками одна в одної. Героїні твердо вирішили, що одна з них має відмовитися від весілля в червні в готелі Плаза. Та Лів, що мала сильніший характер, була впевнена, що Емма відмовиться від весілля, тому почала планувати своє ще до того, як вони остаточно домовилися. Дізнавшись про це, Емма образилися на Лів. Поступово вони почали ворогувати й робили все, аби знищити весілля одна одної.
Еммі жовелося запропонувати бути дружкою директорці школи, в якій вона працює і яка постійно командувала нею, а Лів — своій помічниці на роботі. Емма постійно анонімно надсилала Лів солодощі, аби та погладшала й не влізла в сукню, потім підмінила її фарбу для волосся — Лів мусила деякий час ходити з синім волоссям. Лів натомість підмінила фарбу Емми для солярію, тому колір шкіри Емми став помаранчевим.
Кульмінації сюжет досягає на весіллі — перед тим, як іти до вівтаря, Емма й Лів вирішують помиритися. Лів просить відмінити її останній план проти Емми — підмінити відео на весіллі подруги. Та помічник відмовляється виконувати це. Тому коли Емма наближалася до свого нареченого, всі гості бачать кадри, як вона напідпитку танцює з незнайомцями на відпочинку. Це розлютило Емму і вона влаштувала бійку з Лів, після якої весілля можна було б продовжувати. Та в процесі підготовки Емма зрозуміла, що її наречений Флетчер — не той чоловік, із яким вона хотіла б прожити своє життя. Тому вона попрощалася з Флетчером та стала дружкою Лів (на відміну від Флетчера, наречений Лів Деніел добре розуміє та справді кохає свою обраницю).
Весілля Лів та Деніела відбулося. І в той же день почалися стосунки Емми з братом Лів Нейтом, який вже давно кохав її, проте вона не звертала на нього уваги. У фінальній сцені фільму оповідається, що Емма одружилася з Нейтом. Емма та Лів одночасно завагітніли.

## У головних ролях
- Кейт Гадсон — Олівія Лернер (Лів)
- Енн Гетевей — Емма Аллен
- Кендіс Берген — Меріен Клер — весільна агентка
- Кріс Пратт — Флетчер Флемсон — наречений Емми
- Браян Грінберг — Натан Лернер (Нейт) — брат Лів
- Стів Гові — Деніел Вілльямс — наречений Лів
- Крістен Джонсон — співрбітниця Емми, яка стає її дружкою на весіллі
- Майкл Арден — Кевін — помічник Лів на роботі
- Кейсі Вілсон — наречена, що за помилкою відібрала дату весілля в Емми
- Джон Пенкоу — батько Емми, що з'являється для того, аби благословити доньку й Лів, яка втратила батьків у автокатастрофі
- Андре Голланд — DJ Jazzles

## Касові збори
Касові збори в США складають $58,715,510, за кордоном — $55,947,951 (усього — $114,663,461).

## Критика
На сайті Rotten Tomatoes фільм отримав оцінку в 12% із 100 (16 схвальних відгуків і 114 негативних).
На сайті Metacritic кінострічку оцінили в 24 бали з 100.